# Stația Spațială Mir

Componentele staţiei Mir.

Mir (rusă Мир, însemnând Pace sau Lume) a fost o stație spațială sovietică moștenită după destrămarea URSS de Federația Rusă, în funcțiune pe o orbită terestră joasă între anii 1986 – 2001. Stația era de tip modular, având un număr de nouă componente. Mir a servit ca laborator de cercetare în microgravitație, în care echipajele au efectuat experimente de biologie, biologie umană, fizică, astronomie, meteorologie și aeronautică, în scopul de a dezvolta tehnologii necesare pentru ocuparea permanentă a spațiului. Ea a fost prima stație de cercetare din spațiu locuită constant, și a fost folosită de mai multe echipaje pe termen lung. Programul Mir a deținut recordul pentru cea mai îndelungată prezență umană neîntreruptă în spațiu, cu 3.644 de zile, până la 23 octombrie 2010 (când a fost depășit de Stația Spațială Internațională), și deține încă recordul pentru cel mai lung zbor spațial al unui om, cel al lui Valeri Poliakov, cu 437 de zile și 18 ore. Mir a fost ocupată în total timp de doisprezece ani și jumătate din cei cincisprezece ani ai săi de existență, având capacitatea de a susține un echipaj de trei persoane (și chiar mai multe pentru perioade scurte de timp).
În urma succesului Programului Saliut, Mir a reprezentat următoarea etapă a programului spațial sovietic. Primul modul al stației, denumit modulul central sau blocul de bază, a fost lansat în 1986, fiind urmat de alte șase module, toate lansate de rachetele Proton (cu excepția modulului de andocare. La terminare, stația consta din șapte componente presurizate și mai multe nepresurizate. Ele erau alimentate cu energie de mai multe panouri solare montate direct pe module. Stația a menținut o orbită aflată la o altitudine între 296–421 km și se deplasa cu o viteză medie de 27.700 km/h, efectuând 15,7 orbite zilnic.
Stația a fost inițial lansată ca parte a programului de zbor spațial uman al Uniunii Sovietice, cu scopul de a păstra un avanpost permanent în spațiu și, după prăbușirea URSS, a continuat să fie folosit de noua Agenție Spațială Federală Rusă (RKA). Ca urmare, marea majoritate a persoanelor care au lucrat pe stație au fost sovietici sau ruși, dar, prin mai multe colaborări speciale, printre care Intercosmos, Euromir și programul Shuttle-Mir, stația a devenit accesibilă astronauților din America de Nord, Japonia și Europa. Costul total al stației a fost estimat de Iuri Koptev în 2001 la 4,3 miliarde de dolari de-a lungul duratei sale de viață, incluzând aici dezvoltarea, asamblarea și folosirea, prin aceasta Mir pe locul 11 în lista celor mai costisitoare obiecte construite vreodată. Stația a fost deservită de nave spațiale Soiuz, Progress și (în timpul programului Shuttle-Mir), de navete spațiale americane, fiind vizitată de astronauți din 12 țări diferite.

## Vezi și
- Listă de filme cu stații spațiale